# Furcula (os)
Pour les articles homonymes, voir Furcula, Fourchette (homonymie) et Wishbone (homonymie).

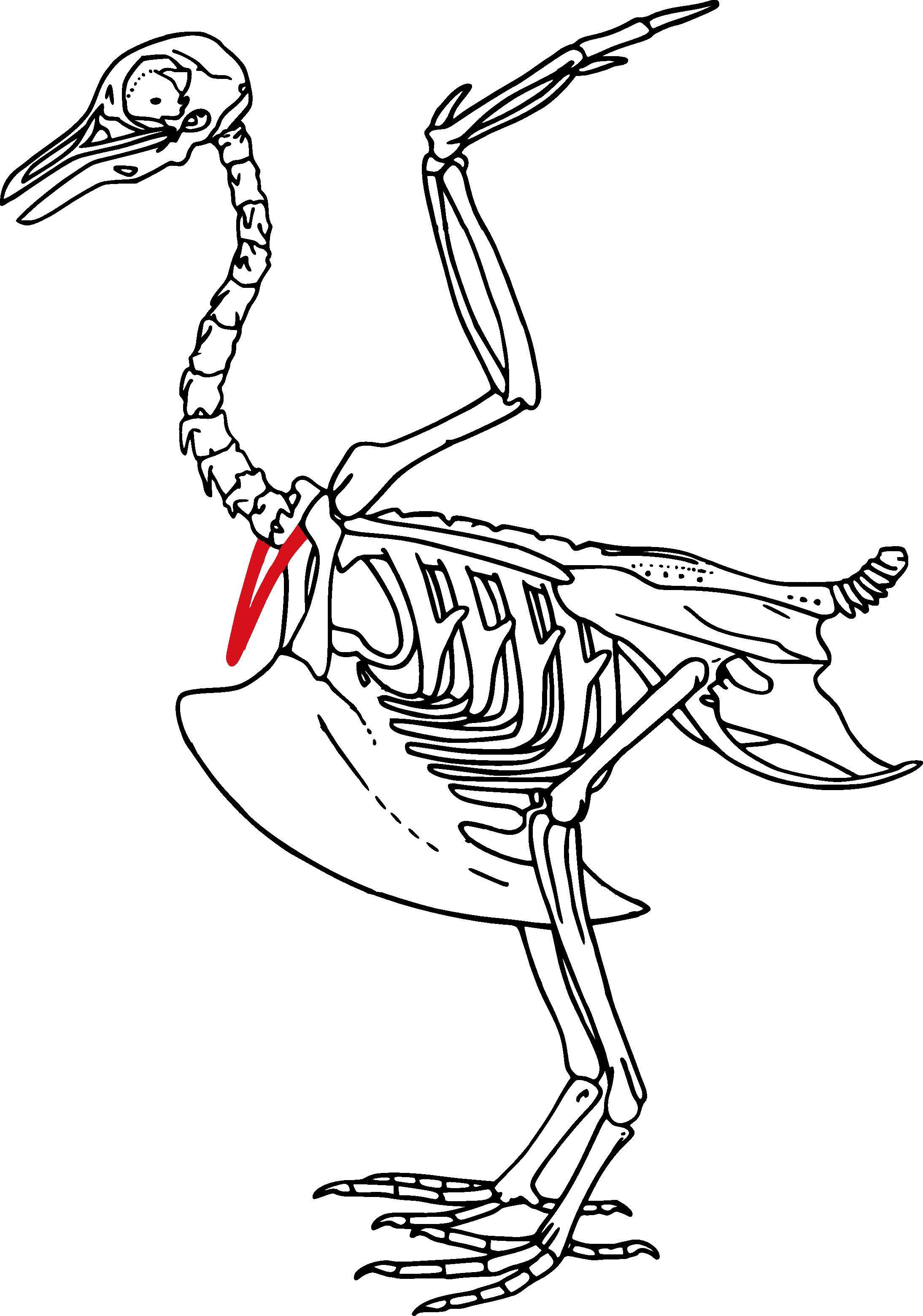
En rouge, la fourchette ou furcula.

La furcula ou fourchette est un os de la ceinture scapulaire des oiseaux. Le plus souvent en forme de V ou de Y, elle est absente ou non soudée pour quelques espèces d'oiseaux actuels, comme chez les psittaciformes. Il résulte de la fusion au cours de l'évolution des deux clavicules. Les deux branches de la fourchette s’appuient sur les deux pointes d'une articulation mobile formée par la tubérosité du coracoïde, le processus caudal qui se trouve à l’extrémité la plus proche de la branche claviculaire, et l’acromion de la scapula et qui sont réunis par des ligaments fibreux. La pointe centrale de l'os appelée le processus furculaire, est reliée à l’apex de la carène du sternum par un autre ligament. La fourchette joue le rôle d’un ressort qui maintient l’écartement des épaules lors des mouvements de l’aile.
Ces trois os délimitent une ouverture située dorsalement appelée foramen tri-osseux, par où passe le tendon du muscle supra-coracoïdien avant d’aller s’insérer sur la tubérosité de l’humérus (ce muscle est un des moteurs principaux du mécanisme du vol : il est élévateur de l’humérus et de l’aile).

## Évolution
C'était un caractère dérivé longtemps considéré comme propre aux seuls oiseaux. En 1924, la publication d'un dessin anatomique d'Oviraptor, un dinosaure, montre une fourchette mais elle passe inaperçue. Puis en 1936, à l'Université de Berkeley, Charles Camp découvre le squelette complet d'un petit théropode du Jurassique inférieur qui possède des clavicules fusionnées. Des travaux plus récents démontrent, plus généralement, la présence de clavicules fusionnées chez de nombreux théropodes apparentés aux oiseaux.
On sait donc aujourd'hui que ce caractère est partagé aussi par certains dinosaures théropodes (Allosaurus et Velociraptor). Chez ces derniers et l'oiseau fossile Archeopteryx, il a une forme de boomerang. Chez les oiseaux actuels il a pris une forme en V plus marquée.
C'est un des éléments morphologiques qui a permis de comprendre que les oiseaux sont des dinosaures.

## Superstition
Il est également appelé « l'os du bonheur », « l'os des vœux » ou « l'os du souhait ». Après un repas de poulet, une coutume enfantine prétend que lorsque deux individus tirent sur chacun des côtés jusqu'à ce que l'os casse, le vœu du protagoniste qui a le morceau le plus court ou le plus long (selon les régions) s'exaucera.
La fourchette 3, clavicule des volatiles, appelé « os de la victoire », est considéré comme bénéfique du fait de sa ressemblance avec un fer à cheval. Il est utilisé pour faire des vœux : deux personnes tirent sur la fourchette et celle qui obtient la partie la plus longue lorsque l'os se casse verra son souhait se réaliser. Cet usage provient d'Etrurie (400 ans avant notre ère) : les Etrusques, pour qui la poule et le coq avaient des vertus divinatoires, faisaient sécher au soleil la clavicule de la volaille sacrifiée : « Il suffisait alors de saisir l'os et de le caresser (sans le rompre) tout en faisant un vœu pour profiter une dernière fois des pouvoirs de l'oracle ». Les Romains se servirent également de la fourchette car il y avait « trop peu d'os sacrés et trop d'amateurs de bonnes grâces ». Selon les Romains, les Étrusques avaient choisi la clavicule, plutôt qu'un autre os, à cause de sa forme en V, évoquant l'entrejambe humaine, lui-même symbole de fécondité et de vie.
La superstition de la fourchette, répandue dans toute l'ère d'occupation romaine, atteignit le Nouveau Monde avec les premiers colons britanniques : ces derniers, ayant observé que les dindes sauvages étaient dotées d'une clavicule similaire, s'exercèrent à interroger l'os magique, notamment lors de la fête nationale américaine Thanksgiving, célébrée pour la première fois en 1621, où il est de tradition de manger une dinde.
Des furculas en plastique ont été vendues.

### Sens dérivé
Le nom vernaculaire de la furcula est en français : Os des voeux (ou des souhaits) et en anglais Wish-bone , ou wishbone, qui a la même signification . Les marins (qui utilisaient abondamment des os d'oiseaux de mer pour réaliser les mâts et vergues de maquettes et bateaux en bouteilles) utilisèrent le mot wishbone pour désigner une bôme dédoublée, utilisée sur les voiliers polynésiens, puis sur les cat-boats des Bermudes, avant d'être remis au gout du jour par Eric Tabarly sur sa goélette Pen-Duick III pour exploiter une imprécision de la jauge de régate britannique permettant d'augmenter la surface de voilure sans pénalités, avant de devenir d'un emploi universel sur les planches à voile car permettant d'empoigner la voile et de la manoeuvrer à mains nues sur les deux amures .